# ガリシア民族主義ブロック
ガリシア民族主義ブロック（ガリシア語：Bloque Nacionalista Galego、BNG ベーエネガー）はスペインガリシア州の政党で、左翼主義とガリシア民族主義を掲げる地域政党である。戦線方式を取り入れ、個人の活動家によって結成され、政党連合ではないとされるが、現実にはその内部には様々な党派や政党組織が存在している。しかし、大部分の活動家はBNGそのもののみに属しており、彼らはindependientes（無所属者、独立者）と呼ばれている。この独立主義は党員の中にも大きく浸透しており、とくに青年組織においては顕著となっている。
今日BNG内における政党組織としては、ガリサ民族連合（UPG）と社会主義へ向けてのガリシア運動（MGS）がある。残りの党員の大半は独立した個人としてBNGに入党している。
現在の党代表（職名はPortavoz nacional）はアナ・ポントン（Ana Pontón）。青年組織はガリサ・ノバ（Galiza Nova）。
現有党勢は、自治体評議員590議席、県議会議員13議席、自治州議会議員12議席、そしてスペイン国会下院2議席、同上院1議席（自治州議会の推薦割り当て）となっており、欧州議会にも1議席を有している。自治体レベルでは、単独過半数や他党との連立によっていくつかの自治体政府を率いているが、ガリシア7都市では唯一ポンテベドラの首長が同党出身である（ガリシア社会主義者党との連立による）。

## 歴史
ガリシア民族主義ブロックの歴史は、その母体となった共産主義および社会主義の性格を有する民族主義政党のガリサ民族連合（UPG）とガリシア社会党（Partido Socialista Galego、PSG）が創設された1960年代にさかのぼる。1975年UPGの主導によって、将来の選挙におけるガリシア民族主義候補者の拠点となるプラットフォームとしての戦線組織として、ガリシア民族会議（Asemblea Nacional-Popular Galega、AN-PG）が設立された。
1981年10月に行われた州議会選挙ではUPGとPSGは選挙連合（Bloque Nacional-Popular Galego - Partido Socialista Galego）で戦った。結果は国民同盟（Alianza Popular、AP）が勝利し、民族主義者は3議席を確保するにとどまった。 
1982年9月26日ガリシア民族主義ブロック創設大会がラ・コルーニャ（当時）で挙行され、AN-PG、UPG、PSGやその他の党派のメンバーが結集した。しかしながら、翌1983年PSGはBNGを離脱し（しかしメンバーのかなりのものはそのままBNGにとどまった）、ガリシア左翼（Esquerda Galega）と合併した。1985年の自治州選挙では中道ガリシア主義（galleguismo）政党のガリシア同盟（Coalición Galega）は11議席を、またガリシア社会党-ガリシア左翼（Partido Socialista Galego-Esquerda Galega）が3議席を獲得した一方で、BNGは52,000の得票でショセ・マヌエル・ベイラス（Xosé Manuel Beiras）1議席のみにとどまった。そして選挙はガリシア国民連合という名の選挙連合を組織したAPがふたたび勝利した。

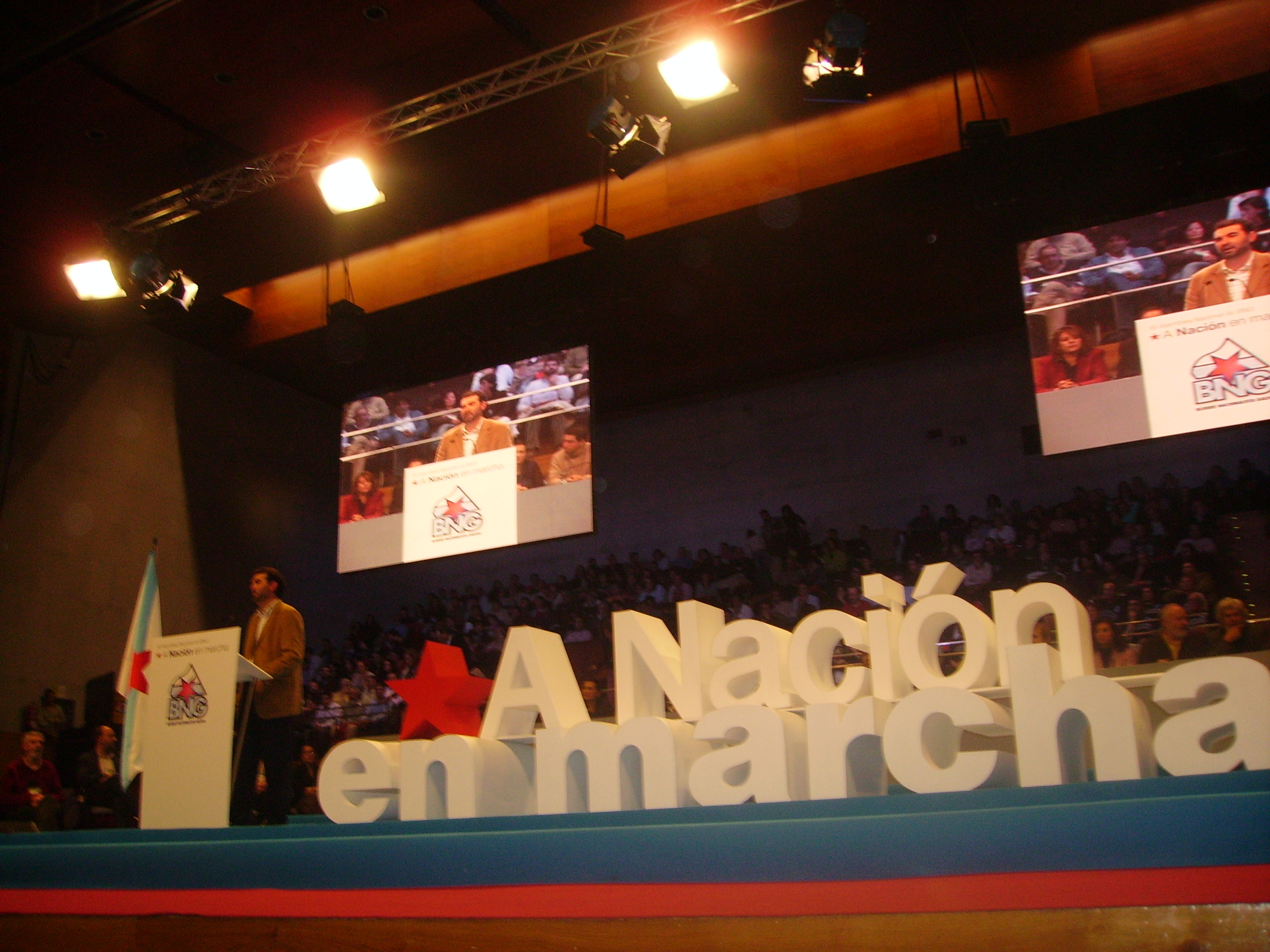
2006年12月の党大会でのアンショ・キンターナ（党代表当時）、サンティアゴ・デ・コンポステーラ

1986年のNATO残留を問う国民投票では、BNGは«No»の立場でキャンペーンを繰り広げた。同年UPGは分裂し、分離主義と共産主義を標榜する国民解放共産党（PCLN）を結党したが、BNGにはとどまり続けた。一方BNGは分岐点にあり、より穏健的な方向へと舵を切ろうとしていた。ベイラスが主導して、選挙で多くの支持を集めるために脱急進化を推し進めた。第3回党大会でPCLNはエリ・バタスナへの支援のために、BNGを離脱した（PCLNはその後ガリサ人民戦線（Frente Popular Galega、FPG）を組織することになった）。
1988年同党の青年組織であるガリサ・ノバ（Galiza Nova）を組織する。
1989年の州議会選挙では8％の得票を得、5議席を獲得、初めて州議会において自身の会派を設けることに成功した。この選挙ではガリシア民族主義党-ガリシア主義党（Partido Nacionalista Galego-Partido Galeguista、PNG-PG）とガリシア人民戦線（FPG）は議席を獲得できず、またPSGとEGによる選挙連合は2議席を獲得した。
1991年にはインサールとPNG-PGがBNGに参画し、1993年に行われた自治州選挙では18.5％の得票で13議席を獲得した。同選挙で惨敗を喫した統一ガリシア（Unidade Galega、旧PSG-EG）選挙後BNGに合流した。この時期BNGの党勢は上り調子で、1996年の総選挙では下院2議席を獲得、翌1997年の自治州選挙では24.8％の票を得て18議席を獲得、ガリシア社会主義者党（PSdeG-PSOE）を抑えて初めて議会第2党の座に躍進した。1999年の第5回欧州議会選挙において初の議席（カミーロ・ノゲイラ）を得、2000年の総選挙では3議席を獲得するまでになった。
しかし、この後BNGの党勢は頭打ちとなり、2001年の自治州選挙では得票こそガリシア社会党を上回ったものの、同党と同数の17議席へと議席を減らした。2003年11月23日に開かれた第11回党大会では、党の代表、自治州首相候補にアンショ・キンターナが選出された。
2004年の総選挙においてもBNGは得票の減少に歯止めがかからず、下院2議席のみにとどまり、上院議席獲得はならなかった（ただし、ガリシア自治州議会推薦割り当て分でフランシスコ・ホルケーラが上院1議席を確保した）。2004年の欧州議会選挙においても退潮傾向は明らかで、バスクのバスク民族主義党とカタルーニャの集中と統一と組んだ選挙連合ガレウスカ-ヨーロッパの諸民族内で、両党に次ぐ第3位で、議席確保に至らなかった。
2005年の州選挙ではBNGは引き続き退潮傾向にあった（前回より4議席減の13議席）が、国民党が過半数を失ったために、ガリシア社会主義者党（PSdeG）と連立、与党となり、PSdeGのエミリオ・ペレス・トウリーニョ、が州首相に、BNGのアンショ・キンターナが副首相（行政調整と福祉担当）に就任した。BNGからは文化、産業、農林、住宅担当の閣僚が選出された。2009年の州選挙では再び国民党が過半数を制し、政権を失った。
2006年12月2、3両日に開催された第12回党大会において、4グループによって評議会候補者の選出が行われた。
- アンショ・キンターナを筆頭とする、当時の州政府グループ（主流派）がロベルト・メラの無所属グループの支援を受けて、1,646票（62.57％）を獲得、評議会の代議員31を得た。
- ショセ・マヌエル・ベイラスに率いられたエンコントロ・イルマンディーニョスが449票（17.09％）の支持を得て、9代議員を獲得、第2勢力となった。
- ロサリオ・フェルナンデス・ベージョを頂くア・アルテルナティーバはカミーロ・ノゲイラとエスケルダ・ナショナリスタ（スペイン語版）の支持を得て、291票（11.06％）の結果で、5代議員を獲得。
- ガリサ・ノバの全メンバーと労働組合CIGの支援で、モベメント・ポラ・バセは245票（9.32％）で5代議員の結果となった。

この結果を受けて党新執行部の配分がなされた。主流派から15名の党執行部のうち10人が選出され、残りの5人はエンコントロ・イルマンディーニョスとア・アルテルナティーバから選ばれることが決められ、モベメント・ポラ・バセからは執行部には加わらず、外から協力することで合意が形成された。また、次回の党大会運営が全党員参加の方式から代表参加方式に変更されることが決議された。
2007年の自治体選挙ではBNGの獲得票は19.15％で、都市部での退潮に対して、カルバージョ、アルスーア、テオ、モンフォルテ・デ・レモス、ブエウ、オ・ポリーニョ、ポンテセスーレスなど、もともと国民党支持基盤である農村地帯の中規模の自治体で伸長した。
2008年の総選挙では、BNGは得票209,042票（12.07％）で前回並みの得票（2004年総選挙では208,68票で得票率は11.37％）でア・コルーニャ県とポンテベドラ県で各1議席、計2議席を獲得した。

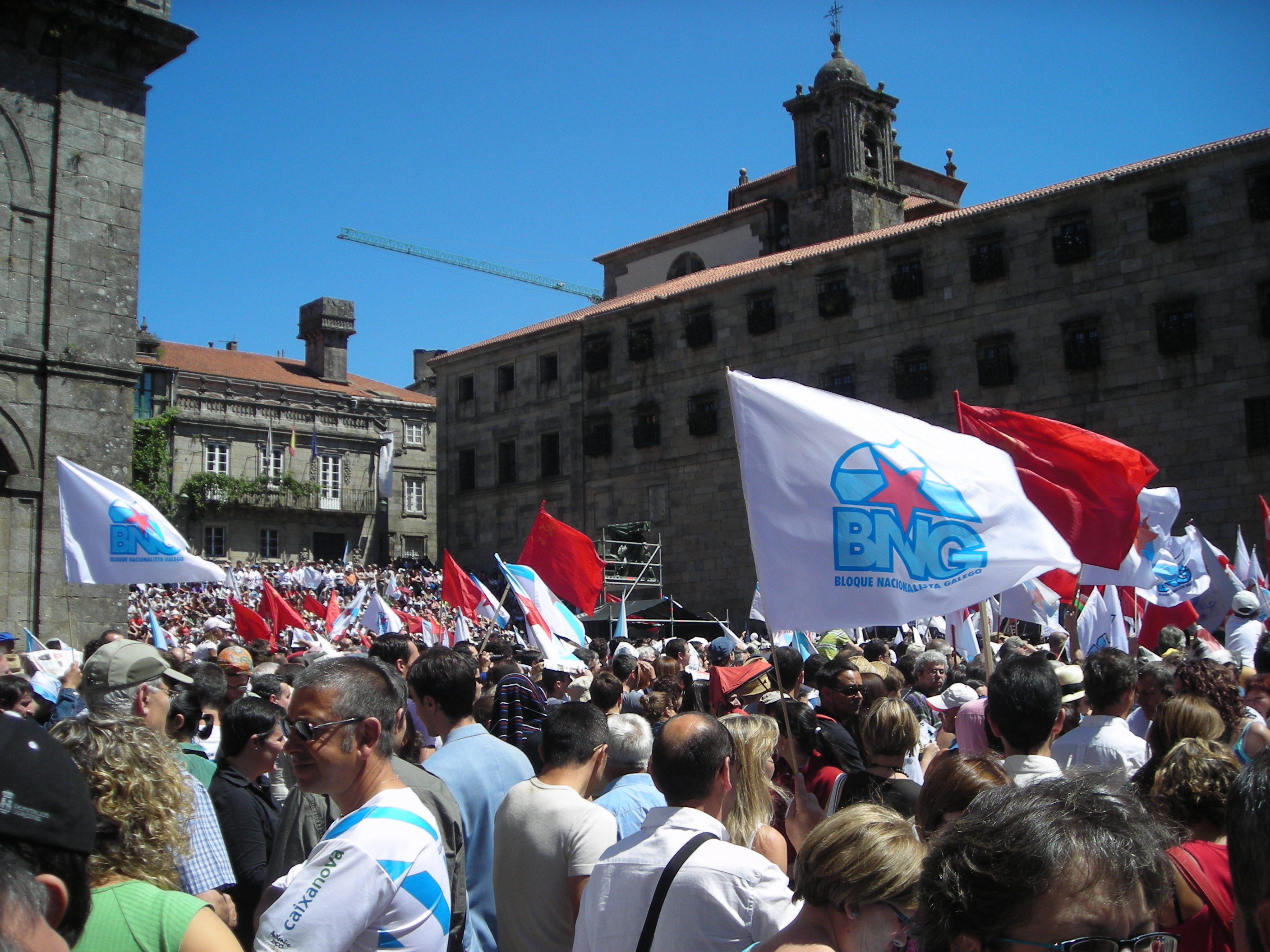
州都サンティアゴでの支持者による街頭デモ

2009年の州選挙ではBNGは16.57％の票を得て、12議席を獲得した（前回より1議席減）。その内訳はア・コルーニャ県：4議席、ルーゴ県：2議席、オウレンセ県：2議席、ポンテベドラ県：4議席で、1989年の州議選以降最低の結果に終わった。1997年の州選挙で党勢の頂点に達して以降下降続きの結果であった。この結果を受けて、2009年3月14日の党大会で代表アンショ・キンターナ以下15人の執行部は辞任した。
あった。
2009年4月18日にはコマルカ大会（地区大会）が開催され、同年5月10日の臨時党大会へ出席する代議員の選出が行われた。
主要グループとしては以下の3グループが選ばれた。
- アルテルナティーバ・ポラ・ウニダーデ（Alternativa pola Unidade、ApU）－UPGと無所属党員によって支援、最大勢力。
- リスタス・アベルタス（Listas Abertas）－エンコントロ・イルマンディーニョのグループ、エスケルダ・ナショナリスタ、統一ガリシア、カミーロ・ノゲイラの支援を受ける。
- マイスBNG（後のマイス・ガリサ）。

このほかに、いくつかのコマルカではバル・ミニョールの無所属者、社会主義へ向けてのガリシア運動、ガリシア左翼社会主義、リベイロの無所属者などがあげられる。
同年5月3日臨時党大会が開催、以下の4グループが候補に名を連ねた：
- アルテルナティーバ・ポラ・ウニダーデ（ApU）－ギジェルメ・バスケスが主導、UPGが支援。23代議員が出席。
- マイスBNG（Máis BNG）－カルロス・アイメリッチが率い、ガリシア民族主義党＝ガリシア主義党（スペイン語版）（PNG-PG）、エスパソ・ソシャリスタ・ガレーゴ（ESG）、インサールが支持[3]。18代議員。
- リスタ・ド・エンコントロ（Lista do Encontro）－ショセ・マヌエル・ベイラス率いるエンコントロ・イルマンディーニョスにより推進。7代議員。
- マイス・アラ（Máis Alá）－MGSによって推進、ラファエル・ビジャールによって手動。2代議員。

投票にはエンコントロ・イルマンディーニョスは参加せず、マイス・アラはApUの名簿を支持した結果、1,189票（55.1％）でギジェルメ・バスケスを筆頭とする名簿から8人が、969票（44.9％）でカルロス・アイメリッチを筆頭とする名簿から7人が選出された。この結果を受けて、ギジェルメ・バスケスがアンショ・キンターナに替わり党代表に就任することとなった。
2012年1月26日第13回党大会が開かれ、今後の方針、党代表、州首相候補者などについて話し合われた。大会ではUPGの支持を得た党代表にギジェルメ・バスケスを、州首相候補にフランシスコ・ホルケーラを推すApUの案と、社会主義者団、PNG-PG、エスケルダ・ナショナリスタ、インサール、統一ガリシア、エスパソ・ソシャリスタ・ガレーゴなどの支持を得たショセ･マヌエル･ベイラスを党代表に、カルロス・アイメリッチを州首相候補に推すマイス・ガリサとエンコントロ・イルマンディーニョス（+G-EI）の案とラファエル・ビジャールを押すMSGの3案が提出された。投票結果は、ギジェルメ・バスケス
2,123票に対してショセ・マヌエル・ベイラス1,833票、フランシスコ・ホルケーラ2,338に対してカルロス・アイメリッチ2,043票で、党代表にギジェルメ・バスケスが、州首相候補にフランシスコ・ホルケーラが選出された。また、ApUから7人、+G-EIから7人、MGSから1人が執行部入りした。
考え方の食い違いに起因する激しい内部対立が表面化したこの大会の後、エンコントロ・イルマンディーニョスとエスケルダ・ナショナリスタはBNGからの離脱を決定した。
UPGに次ぐ党内第2勢力のマイス・ガリサと、ガリシア民族主義党＝ガリシア主義党はその去就をそれぞれの総会で決することを明らかにした。

## 内部組織

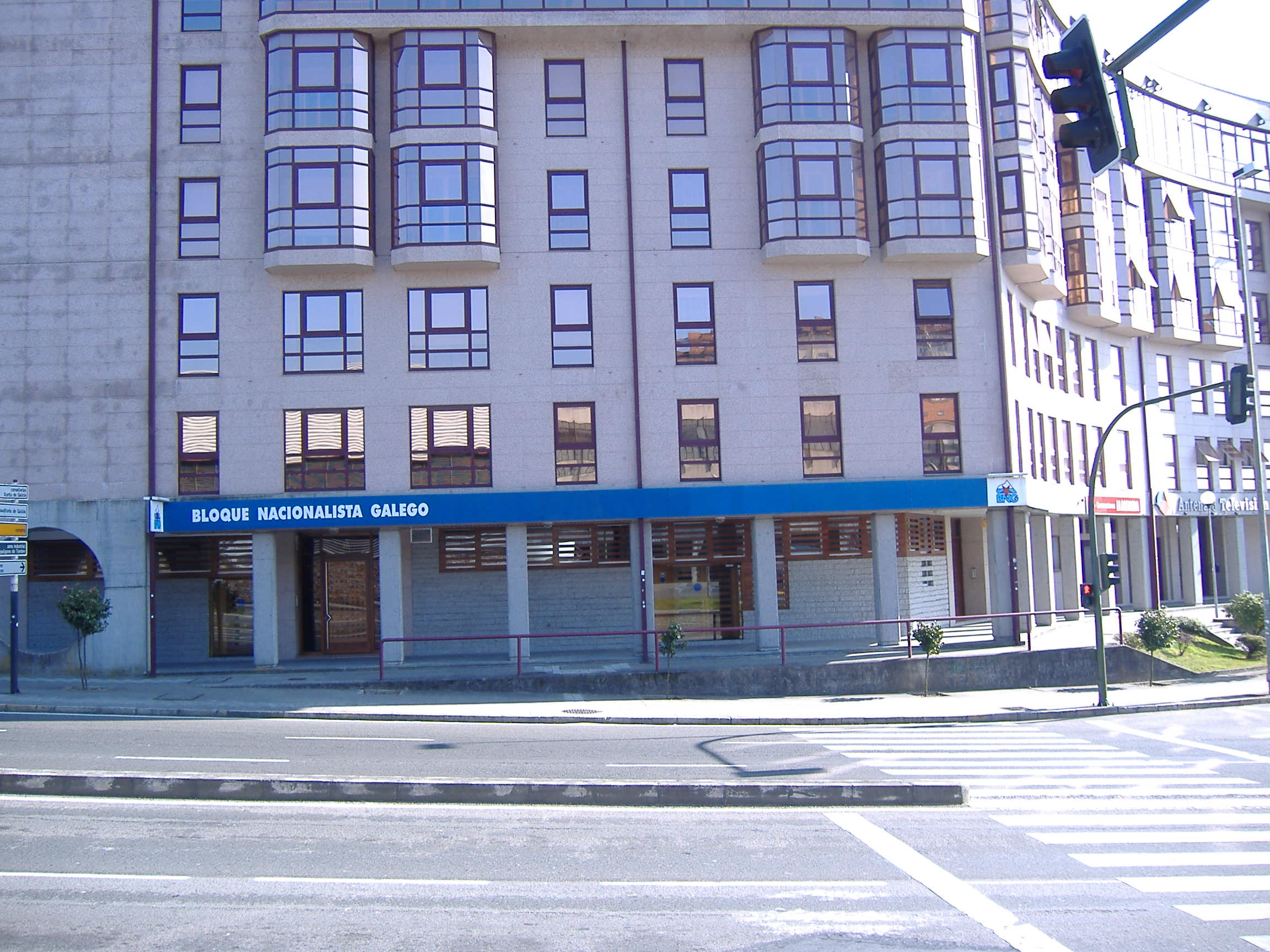
サンティアゴ・デ・コンポステーラの党本部

ガリシア民族主義の程度の異なる様々な考え方をその内部に包含することによってBNGは誕生した。そのためBNG内部には、自身の総会や事務局長を有する種々の党や、あるいはBNGの内部派閥や無所属者など、様々なタイプのメンバーの共存状態にある。現在の構成党派は次のものがあげられる：
- ガリサ民族連合（UPG）－1982年以来のBNG創設母体となった政党、党内最大勢力。
- 社会主義へ向けてのガリシア運動（MGS）－2009年BNGを離脱したモベメント・ポラ・バセ構成員によって設立された党内派閥。
- 社会主義者団 (Colectivo Socialista、CS）－1983年BNGからガリシア社会主義党（PSG）が分離した際にBNGに残留することを決した同党メンバーによって設立。
- 統一ガリシア（Unidade Galega）－1991年にガリシア社会党-ガリシア左翼（Partido Socialista Galego-Esquerda Galega、PSG-EG）から分裂して結党。カミーロ･ノゲイラ（Camilo Nogueira）によって率いられた。1994年にBNGに参加。2003年には政党としては解党し、現在は派閥グループとして活動。
- ガリシア労働戦線（Fronte Obreira Galega）－2010年BNG内の派閥として創設[13][14]。

また、過去の構成党派だったものは以下のものがある：
- 国民解放共産党（Partido Comunista de Liberación Nacional）－1986年ガリシア民族連合から分裂、創設された政党。1987年エリ・バタスナのための投票を求めたことにより、BNGから追放処分を受けた。
- ガリシア民族主義党-ガリシア主義党（Partido Nacionalista Galego-Partido Galeguista、PNG-PG）－1991年BNGへ参加した政党。2012年3月、BNGを離脱[15]。
- 左翼民族主義党（Esquerda Nacionalista、EN）－1992年から2012年までの間BNGに参加していた政党。
- インサール（Inzar）－ガリシア共産主義運動（Movimiento Comunista de Galicia、MC）と革命的共産主義連盟（Liga Comunista Revolucionaria、LCR）のガリシア支部の合併により誕生。1993年にBNGに参加、2012年2月に解党した。
- プリメイラ・リーニャ（Primeira Linha）－1996年にBNG内の派閥として創設される。1999年BNGを離脱。
- エンコントロ・イルマンディーニョ（Encontro Irmandiño）－ショセ・マヌエル・ベイラスによって創設されたBNG内の派閥、2012年2月BNG離脱。
- モベメント・ポラ・バセ（Movemento pola Base）－2007年ガリシア民族連合とガリシア労働組合連盟（Confederación Intersindical Galega、CIG）のメンバーによって創設されたBNG内の派閥、2009年にBNGを離脱。
- エスパソ・ソシャリスタ・ガレーゴ（Espazo Socialista Galego）－2008年BNG参加政党の左翼民族主義党のメンバーにより結党、その創設以来BNGに参加、およびマイス・ガリサにも参加。2012年3月11日、離脱。
- マイス・ガリサ（Máis Galiza）－2009年カルロス・アイメリッチ（Carlos Aymerich）によって創立されたBNG内の派閥。2012年3月11日に開催された総会で政党に転換と同時にBNGからの離脱を決定[16]。

## 選挙結果

### 自治州議会選挙
| 選挙             | 首相候補                   | 得票    | 得票率（％） | 獲得議席 | 順位 |
| ---------------- | -------------------------- | ------- | ------------ | -------- | ---- |
| 1985年州議会選挙 | ショセ・マヌエル・ベイラス | 53,972  | 4.23         | 1        | 5    |
| 1989年州議会選挙 | ショセ・マヌエル・ベイラス | 105,703 | 8.01         | 5        | 3    |
| 1993年州議会選挙 | ショセ・マヌエル・ベイラス | 269,233 | 18.55        | 13       | 3    |
| 1997年州議会選挙 | ショセ・マヌエル・ベイラス | 395,435 | 25.11        | 18       | 2    |
| 2001年州議会選挙 | ショセ・マヌエル・ベイラス | 346,423 | 22.97        | 17       | 2    |
| 2005年州議会選挙 | アンショ・キンターナ       | 311,954 | 18.89        | 13       | 3    |
| 2009年州議会選挙 | アンショ・キンターナ       | 270,712 | 16.28        | 12       | 3    |
| 2012年州議会選挙 | フランシスコ・ホルケーラ   | 145,107 | 10.17        | 7        | 4    |
| 2016年州議会選挙 | アナ・ポントン             | 119.446 | 8.33         | 6        | 4    |
| 2020年州議会選挙 | アナ・ポントン             | 310.137 | 23,8         | 19       | 2    |
| 2024年州議会選挙 | アナ・ポントン             | 467.074 | 31,28        | 25       | 2    |

### 国政選挙
| 選挙         | 得票    | 得票率（％） | 州内得票率（％) | 獲得議席 |
| ------------ | ------- | ------------ | --------------- | -------- |
| 1986年総選挙 | 27,049  | 0.13         | 2.11            | 0        |
| 1989年総選挙 | 47,763  | 0.23         | 3.59            | 0        |
| 1993年総選挙 | 126,695 | 0.54         | 8.01            | 0        |
| 1996年総選挙 | 220,147 | 0.88         | 12.85           | 2        |
| 2000年総選挙 | 306,268 | 1.32         | 18.62           | 3        |
| 2004年総選挙 | 208,688 | 0.81         | 11.37           | 2        |
| 2008年総選挙 | 212,543 | 0.82         | 12.07           | 2        |
| 2011年総選挙 | 183,279 | 0.75         | 11.25           | 2        |

### 欧州議会選挙
| 選挙                 | 得票    | 得票率（％） | 州内得票率（％) | 獲得議席 |
| -------------------- | ------- | ------------ | --------------- | -------- |
| 1987年欧州議会選挙   | 53,116  | 0.28         | 3.70            | 0        |
| 1989年欧州議会選挙   | 46,052  | 0.29         | 4.17            | 0        |
| 1994年欧州議会選挙   | 139,221 | 0.75         | 11.40           | 0        |
| 1999年欧州議会選挙   | 349,079 | 1.65         | 21.98           | 1        |
| 2004年欧州議会選挙 a | 798,816 | 5.15         | 12.32           | 0        |
| 2009年欧州議会選挙 b | 394,938 | 2.49         | 9.40            | 1 c      |

a 2004年は選挙連合ガレウスカ＝ヨーロッパの諸民族で参加、バスク民族主義党、集中と統一に次ぐ名簿第3位で、当初名簿第3位のBNGも当選が報じられたが、国民党により集計のやり直しの請求が出され、再集計の結果、国民党が議席を上積みし、BNGの議席獲得はならなかった。その後ガレウスカ側は憲法裁判所に提訴したものの、棄却された。。
b 2009年は選挙連合諸民族のヨーロッパ＝緑の党で選挙に臨んだ
c 諸民族のヨーロッパ＝緑の党はそれぞれの自治州での得票が40,000票を超えた4党での議席の持ち回り制を決した

### 自治体選挙
| 選挙             | 総得票  | 得票率（％） | 州内得票率（％) | 獲得議席 |
| ---------------- | ------- | ------------ | --------------- | -------- |
| 1983年自治体選挙 | 50,400  | 0.27         | 4.10            | 118      |
| 1987年自治体選挙 | 61,256  | 0.31         | 4.53            | 139      |
| 1991年自治体選挙 | 107,932 | 0.57         | 7.71            | 241      |
| 1995年自治体選挙 | 208,098 | 0.94         | 13.15           | 428      |
| 1999年自治体選挙 | 290,187 | 1.36         | 18.54           | 586      |
| 2003年自治体選挙 | 325,331 | 1.42         | 19.41           | 595      |
| 2007年自治体選挙 | 315,279 | 1.43         | 19.15           | 661      |
| 2011年自治体選挙 | 261,513 | 1.16         | 16.50           | 590      |